# Vuelta a Austria
La Vuelta a Austria (oficialmente: Int. Österreich-Rundfahrt-Tour of Austria) es una carrera ciclista profesional por etapas que se disputa en Austria, en el mes junio o julio durante los últimos años coincidiendo en fechas con el Tour de Francia.
Se creó en 1947 para amateurs hasta que en 1996 dio el salto a la categoría profesional, subiendo progresivamente de la categoría 2.5 a la 2.2. Desde la creación de los Circuitos Continentales UCI en 2005 se incorporó al UCI Europe Tour, el primer año en la categoría 2.1. y después en la 2.HC (máxima categoría de estos circuitos).
Desde el 2006 las dos últimas etapas son una contrarreloj en Podersdorf am See de entre 24 y 30 km y al día siguiente una etapa corta en línea desde esta ciudad hasta Viena de entre 122 y 128 km.

## Palmarés
| Año                     | Ganador              | Segundo                | Tercero               |           |
| ----------------------- | -------------------- | ---------------------- | --------------------- | --------- |
| ediciones amateur       |                      |                        |                       |           |
| 1947                    | Robert Renoncé       | Roger Ilitch           | Rudi Valenta          |           |
| 1948                    | Raymond Colliot      | Hans Goldschmid        | Roger Dagorn          |           |
| 1949                    | Richard Menapace     | Franz Deutsch          | Lucien Fixot          |           |
| 1950                    | Richard Menapace     | André Hoffmann         | Kurt Schneider        |           |
| 1951                    | Franz Deutsch        | Josef Hammerl          | Charly Gaul           |           |
| 1952                    | Franz Deutsch        | Charly Gaul            | Franz Reitz           |           |
| 1953                    | François Gelhausen   | Jean-Pierre Schmitz    | Adolf Christian       |           |
| 1954                    | Adolf Christian      | Walter Müller          | André Messelis        |           |
| 1955                    | Lasse Nordvall       | Adolf Christian        | Franz Deutsch         |           |
| 1956                    | Roland Ströhm        | Eduard Ignatovicz      | Gunnar Göransson      |           |
| 1957                    | Gunnar Göransson     | Richard Durlacher      | Stefan Mascha         |           |
| 1958                    | Richard Durlacher    | Kurt Schweiger         | Stefan Mascha         |           |
| 1959                    | Stefan Mascha        | Constant Goossens      | Herbert Kaupe         |           |
| 1960                    | René Lotz            | Felix Damm             | Fritz Inthaler        |           |
| 1961                    | Stefan Mascha        | Martin Van Den Bossche | Walter Müller         |           |
| 1962                    | Walter Müller        | Adolf Christian        | Gustav-Adolf Schur    |           |
| 1963                    | Jan Pieterse         | Felix Damm             | Arie den Hartog       |           |
| 1964                    | Edy Schütz           | Johny Schleck          | Christian Frisch      |           |
| 1965                    | Hans Furian          | Józef Beker            | Ryszard Zapała        |           |
| 1966                    | Hans Furian          | Rolf Eberl             | Hans Königshofer      |           |
| 1967                    | Marinus Wagtmans     | Rudi Valenčič          | Fedor den Hertog      |           |
| 1968                    | Jan Krekels          | Georg Postl            | Czesław Polewiak      |           |
| 1969                    | Matthijs de Koning   | Wolfgang Steinmayr     | Joop Zoetemelk        |           |
| 1970                    | Rudolf Mitteregger   | Hans Oberndorfer       | Hans Königshofer      |           |
| 1971                    | Roman Humenberger    | Rudolf Mitteregger     | Wolfgang Steinmayr    |           |
| 1972                    | Wolfgang Steinmayr   | Rudolf Mitteregger     | Claudio Morelli       |           |
| 1973                    | Wolfgang Steinmayr   | Wladislaw Neljubin     | Rudolf Mitteregger    |           |
| 1974                    | Rudolf Mitteregger   | Yuri Lavyrushkin       | Sigi Denk             |           |
| 1975                    | Wolfgang Steinmayr   | Rudolf Mitteregger     | Roman Humenberger     |           |
| 1976                    | Wolfgang Steinmayr   | Luca Olivetto          | Roman Humenberger     |           |
| 1977                    | Rudolf Mitteregger   | Jiri Konecny           | Svatopluk Henke       |           |
| 1978                    | Jostein Wilmann      | Stephan Mutter         | Erich Jagsch          |           |
| 1979                    | Herbert Spindler     | Rudolf Mitteregger     | Tadeusz Wojtas        |           |
| 1980                    | Geir Digerud         | Morten Sæther          | Johann Traxler        |           |
| 1981                    | Gerhard Zadrobilek   | Mieczysław Korycki     | Harald Maier          |           |
| 1982                    | Helmut Wechselberger | Andrzej Mierzejewski   | Libor Matejka         |           |
| 1983                    | Kurt Zellhofer       | Helmut Wechselberger   | Lubomir Burda         |           |
| 1984                    | Stefan Maurer        | Alexandr Krasnov       | Lubomir Burda         |           |
| 1985                    | Olaf Jentzsch        | Libor Matejka          | Primož Čerin          |           |
| 1986                    | Helmut Wechselberger | Richard Trinkler       | Libor Matejka         |           |
| 1987                    | Dmitri Konyschew     | Helmut Wechselberger   | Sergei Uslamin        |           |
| 1988                    | Dietmar Hauer        | Gerd Audehm            | Stephan Gottschling   |           |
| 1989                    | Valter Bonča         | Peter Lammer           | Arne Aadnøy           |           |
| 1990                    | Dietmar Hauer        | Roman Kreuziger, Sr.   | Stephan Gottschling   |           |
| 1991                    | Roman Kreuziger, Sr. | Luis Espinosa          | Lars Kristian Johnsen |           |
| 1992                    | Valter Bonča         | Peter Luttenberger     | Dietmar Hauer         |           |
| 1993                    | Georg Totschnig      | Roland Meier           | Roman Kreuziger, Sr.  |           |
| 1994                    | Harald Morscher      | Koos Moerenhout        | Lars Kristian Johnsen |           |
| 1995                    | Steffen Kjærgaard    | František Trkal        | Glenn D'Hollander     |           |
| ediciones profesionales |                      |                        |                       |           |
| 1996                    | Frank Vandenbroucke  | Luc Roosen             | Franco Ballerini      |           |
| 1997                    | Daniele Nardello     | Frank Vandenbroucke    | Oscar Camenzind       |           |
| 1998                    | Beat Zberg           | Philipp Buschor        | Matteo Tosatto        |           |
| 1999                    | Maurizio Vandelli    | Georg Totschnig        | Branko Filip          |           |
| 2000                    | Georg Totschnig      | Hannes Hempel          | Maurizio Vandelli     |           |
| 2001                    | Cadel Evans          | Hans-Peter Obwaller    | Paolo Tiralongo       |           |
| 2002                    | Gerrit Glomser       | Hans-Peter Obwaller    | Franco Ballerini      |           |
| 2003                    | Gerrit Glomser       | Jure Golčer            | Hans-Peter Obwaller   |           |
| 2004                    | Cadel Evans          | Michele Scarponi       | Maurizio Vandelli     |           |
| 2005                    | Juan Miguel Mercado  | Johann Tschopp         | Gerhard Trampusch     |           |
| 2006                    | Tom Danielson        | Ruslan Pidhorny        | Christian Pfannberger |           |
| 2007                    | Stijn Devolder       | Thomas Rohregger       | Jure Golčer           |           |
| 2008                    | Thomas Rohregger     | Vladímir Gúsev         | Ruslan Pidhorny       |           |
| 2009                    | Michael Albasini     | Ruslan Pidhorny        | Branislau Samoilau    |           |
| 2010                    | Riccardo Riccò       | Sergio Pardilla        | Emanuele Sella        |           |
| 2011                    | Fredrik Kessiakoff   | Leopold König          | Carlos Sastre         |           |
| 2012                    | Jakob Fuglsang       | Steve Morabito         | Robert Vrečer         |           |
| 2013                    | Riccardo Zoidl       | Aleksandr Dyachenko    | Kevin Seeldraeyers    |           |
| 2014                    | Peter Kennaugh       | Javi Moreno Bazán      | Damiano Caruso        |           |
| 2015                    | Víctor de la Parte   | Ben Hermans            | Jan Hirt              |           |
| 2016                    | Jan Hirt             | Guillaume Martin       | Patrick Schelling     |           |
| 2017                    | Delio Fernández      | Miguel Ángel López     | Felix Großschartner   |           |
| 2018                    | Ben Hermans          | Hermann Pernsteiner    | Dario Cataldo         |           |
| 2019                    | Ben Hermans          | Eduardo Sepúlveda      | Stefan de Bod         |           |
| 2021                    | cancelada            | cancelada              | cancelada             | cancelada |
| 2023                    | Jhonatan Narváez     | Jason Osborne          | Jesús David Peña      |           |
| 2024                    | Diego Ulissi         | Brandon Rivera         | Magnus Sheffield      |           |
| 2025                    |                      |                        |                       |           |

Nota: La edición 2006, inicialmente fue ganada por Tom Danielson, pero fue desposeído de esta victoria a finales de 2012 debido a su confesión de dopaje en el caso US Postal-Armstrong. También fue desposeído en 2019 Stefan Denifl de su victoria en 2017 por dopaje.

## Palmarés por países
| País            | Victorias |
| --------------- | --------- |
| Austria         | 33        |
| Países Bajos    | 5         |
| Suecia          | 4         |
| Bélgica         | 4         |
| Italia          | 4         |
| Noruega         | 3         |
| Suiza           | 3         |
| España          | 3         |
| Francia         | 2         |
| Luxemburgo      | 2         |
| Australia       | 2         |
| República Checa | 2         |
| Alemania        | 1         |
| Unión Soviética | 1         |
| Yugoslavia      | 1         |
| Eslovenia       | 1         |
| Dinamarca       | 1         |
| Reino Unido     | 1         |
| Ecuador         | 1         |
| México          | 1         |